# Lukáš Kubiš
Lukáš Kubiš durante o BTT cross-country dos Jogos Olímpicos da juventude de 2018
Lukáš Kubiš, nascido em 31 de janeiro de 2000, é um ciclista eslovaco, membro da equipa Dukla Banská Bystrica.

## Palmarés em estrada

### Por ano
- 2017
  - 2.º do campeonato da Eslováquia do contrarrelógio juniores
- 2018
  - 2.º do campeonato da Eslováquia do contrarrelógio juniores
- 2019
  - 3.º do campeonato da Eslováquia do contrarrelógio por equipas
- 2020
  -     - 3. ª etapa do Grande Prêmio Chantal Biya

  - 2.º do Grande Prêmio Chantal Biya
  - 3.º do campeonato da Eslováquia em estrada
- 2021
  - 2.º do campeonato da Eslováquia do contrarrelógio
  - 3.º do campeonato da Eslováquia em estrada

### Classificações mundiais
| Ano             | 2019   | 2020  |
| UCI Europe Tour | 1 906. | 205.º |

## Palmarés em pista

### Campeonato da Eslováquia
| - 2018 - Campeão da Eslováquia da americana (com Štefan Michalička) - 2019 - 2.º do quilómetro - 2.º do omnium - 2.º do scratch | - 2020 - Campeão da Eslováquia do omnium - Campeão da Eslováquia de corrida por pontos - 2.º da perseguição - 3.º da corrida por eliminação |

## Palmarés em ciclocross
| - 2016-2017 - Campeão da Eslováquia de ciclocross juniores | - 2017-2018 - Campeão da Eslováquia de ciclocross juniores |